# Крекінг-установка в Батон-Руж
Крекінг-установка в Батон-Руж – виробництво нафтохімічної промисловості в Луїзіані, яке належить енергетичному гіганту ExxonMobil. 
З 1909 року в столиці шатту Луїзіана Батон-Руж працював нафтопереробний завод, який в 1941-му (за іншими даними – 1943-му) доповнили першою в світі установкою парового крекінгу (піролізу) вуглеводневої сировини, що переробляла газойль та випускала бутадієн, необхідний для виробництва синтетичного каучуку.
В подальшому паровий крекінг став головним способом отримання наймасовішого продукту органічної хімії – етилену. У 1972-му на площадці в Батон-Руж ввели в експлуатацію виробництво, яке станом на середину 1990-х мало потужність у 882 тисячі тонн етилену на рік, а до середини 2010-х досягло показника у 988 тисяч тонн.
При цьому майже 90% етилену отримують шляхом піролізу вуглеводневої сировини (по 25% газового бензину, газойлю та газів нафтопереробки плюс по 8-9% етану, пропану та бутану). Окрім етилену на установці отримують також пропілен (270 тисяч тонн на рік), бутадієн (190 тисяч тонн), бутилен (130 тисяч тонн), ізопрен (12 тисяч тонн).
Ще біля 120 тисяч тонн етилену, так само як і 680 тисяч тонн пропілену, надходить від фракціонування газів НПЗ. Можливо відзначити, що виділення пропілену з газів нафтопереробки є традиційним процесом, який станом на середину 2010-х забезпечував більше половини виробництва цього продукту в США. В той же час, фракціонування етилену на НПЗ має лише допоміжне значення у виробництві цього наймасовішого продукту органічної хімії, а потужності подібних установок в рази менші за показники піролізних (наприклад, установки фракціонування ГПЗ Джавеліна або НПЗ Маркус-Хук)    